# Узкоголовая мамба
Узкоголовая мамба (Dendroaspis angusticeps) — ядовитая змея.
Узкоголовая мамба встречается в дождевых лесах в восточной части Южной Африки: в Натале, Мозамбике, Восточной Замбии, Танзании. Средняя длина 180 см, но иногда змеи вырастают до 250 см. Взрослые особи этого вида имеют как правило изумрудно-зелёный цвет
Она активна в основном в дневное время, но эти змеи могут быть активны и ночью при благоприятных условиях. Её добычей в природных условиях становятся птицы, ящерицы и мелкие млекопитающие. Очень близкими видами являются западная зелёная мамба и чёрная мамба.
Яд содержит быстродействующие нейротоксины и кардиотоксины, в том числе кальцисептин. Без немедленного введения противоядия высока вероятность летального исхода.